# Live at the BBC (Dire Straits)
Live at the BBC is een album van de rockband Dire Straits. Het album bevat opnames van een concert op de BBC 22 juli 1978. Ook bevat het album nog een extra nummer, "Tunnel of Love", opgenomen tijdens The Old Grey Whistle Test, 31 augustus 1981. Het album verscheen in 1995.
Op de eerste zeven nummers is de oude opstelling te horen: Mark Knopfler, John Illsley, David Knopfler en Pick Withers. Op het achtste nummer is David niet meer te horen en is hij vervangen door Hal Lindes, verder is nu ook toetsenist Alan Clark hoorbaar.

## Tracks
| 1.                 | Down to the Waterline                                             | 4:10  |
| 2.                 | Six Blade Knife                                                   | 3:47  |
| 3.                 | Water of Love                                                     | 5:29  |
| 4.                 | Wild West End                                                     | 5:12  |
| 5.                 | Sultans of Swing                                                  | 6:38  |
| 6.                 | Lions                                                             | 5:26  |
| 7.                 | What's the Matter Baby? (D. Knopfler, M. Knopfler)                | 3:20  |
| 8.                 | Tunnel of Love (Intro: "Carousel Waltz" by Rodgers & Hammerstein) | 11:56 |
| Totale duur: 45:57 |                                                                   |       |

Mark Knopfler · John Illsley
Guy Fletcher · Alan Clark · David Knopfler · Pick Withers · Hal Lindes · Terry Williams · Jack Sonni